# 구해줘 (소설)
《구해줘》(프랑스어: Sauve-moi)는 2005년 발행된 기욤 뮈소의 프랑스 소설이다.